# Vitalij Zachartjenko
Vitalij Yuriyovytj Zachartjenko (ukrainska: Віталій Юрійович Захарченко), född  20 januari 1963 i Kostiantynivka, Ukrainska SSR, Sovjetunionen, är en ukrainsk politiker, och från den 7 november 2011 till 21 februari 2014 Ukrainas inrikesminister.